# Municipio de Union (condado de Story)
El municipio de Union (en inglés: Union Township) es un municipio ubicado en el condado de Story en el estado estadounidense de Iowa. En el año 2010 tenía una población de 1280 habitantes y una densidad poblacional de 13,54 personas por km².

## Geografía
El municipio de Union se encuentra ubicado en las coordenadas 41°54′34″N 93°31′33″O / 41.90944, -93.52583. Según la Oficina del Censo de los Estados Unidos, el municipio tiene una superficie total de 94.52 km², de la cual 93.97 km² corresponden a tierra firme y (0.57%) 0.54 km² es agua.

## Demografía
Según el censo de 2010, había 1280 personas residiendo en el municipio de Union. La densidad de población era de 13,54 hab./km². De los 1280 habitantes, el municipio de Union estaba compuesto por el 97.19% blancos, el 0.23% eran afroamericanos, el 0.39% eran amerindios, el 0.63% eran asiáticos, el 0.08% eran isleños del Pacífico, el 0.78% eran de otras razas y el 0.7% pertenecían a dos o más razas. Del total de la población el 2.89% eran hispanos o latinos de cualquier raza.